# اونتاریو (ایندیانا)
اونتاریو (به انگلیسی: Ontario) یک منطقهٔ مسکونی در ایالات متحده آمریکا است که در شهرستان لاگرانژ، ایندیانا واقع شده‌است. اونتاریو ۲۶۷٫۹۲ متر بالاتر از سطح دریا واقع شده‌است.